# Wadjenes
Wadjenes (auch Wadjnes geschrieben) ist der gräzisierte Name eines altägyptischen Königs (Pharaos), der gemäß ramessidischen Königslisten in der 2. Dynastie regiert haben soll. Da aber sein zeitgenössischer Horusname unbekannt ist, hat die moderne Forschung Schwierigkeiten, Wadjenes chronologisch korrekt einzuordnen.

## Namensbelege

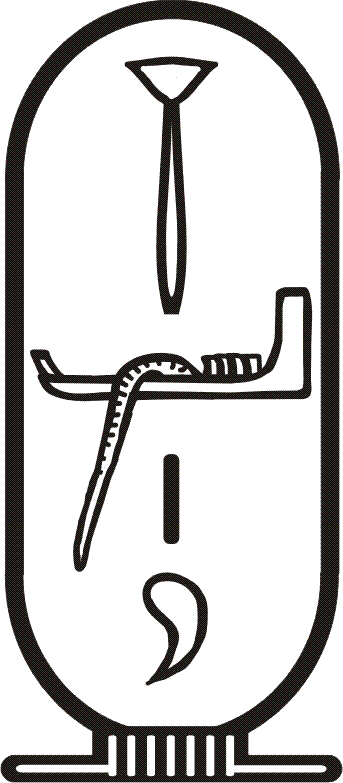
Kartusche des Wadjenes in der Sakkara-Liste

Wadjenes’ Name ist überwiegend aus den ramessidischen Königslisten der 19. Dynastie überliefert. Er wird dort einhellig mit dem Symbol eines Papyrusstängels eingeleitet und in der Abydos-Liste und im Turiner Königspapyrus in gleicher Schreibung abgeschlossen (wobei im Turiner Papyrus nur das letzte Symbol erhalten blieb). Die Königsliste von Sakkara weicht von den übrigen Schreibweisen ab, indem sie statt der Symbole N35 (eine Wasserlinie) und S29 (gefalteter Stoff) die Hieroglyphen F20 (eine Rinderzunge), Z1 (ein Zählstrich) und F51 (ein Stück Fleisch) verwendet. Es handelt sich höchstwahrscheinlich um eine Verschreibung aus dem Original.
Der griechisch schreibende Historiker Manetho gibt für Wadjenes die gräzisierte Namensform Outlas (Οὺτλας) an, was in späteren Abschriften mit Tlás (Τλας) abgekürzt wurde. Die Gräzisierung basiert auf der koptischen Lesung für „Wadjenes“: Wetlas, was so viel wie „frisch an Zunge(n)“ bedeutet. Manetho beschreibt Wadjenes in seinen Aegyptiacae als den vierten Regent der 2. Dynastie mit einer Herrschaftsdauer von 17 Jahren. Der Königspapyrus Turin bescheinigt dem König hingegen 54 Jahre, was von der Ägyptologie jedoch als Verlesung oder Übertreibung bewertet wird.

## Identifikation
Da der Horusname des Wadjenes bislang nicht eindeutig identifiziert wurde, gibt es abweichende Gleichsetzungsversuche. Die Mehrheit der Ägyptologen ist überzeugt, dass Wadjenes mit dem archäologisch gut dokumentierten Thronnamen Weneg identisch ist und König Ninetjer, dem dritten Regenten der 2. Dynastie, auf den Thron folgte. Diese These gründet zum einen auf der Vermutung, dass die ominöse „Weneg-Blume“ mit dem Papyrusstängel-Zeichen verwechselt wurde, da beide Symbole sich in der hieratischen Schrift sehr ähneln. Des Weiteren wurden sechs Steingefäße entdeckt, die möglicherweise eine frühe Form des Namens „Wadjenes“ aufweisen. Sie stammen aus den großen westlichen Galerien der Pyramidennekropole des Königs Djoser (3. Dynastie) und bestehen aus Kalzit-Alabaster und Kalkstein. Die mit schwarzer Tinte aufgetragenen Inschriften nennen einen gewissen „Wadjesen“ in Verbindung mit dem Sed-Fest. Wolfgang Helck verweist auf den Titel Wer-maa („wahrhaft groß“), den er als Kronprinzentitel ansieht und der den Namen des Wadjesen begleitet.
Es gibt aber auch abweichende Gleichsetzungvorschläge. So schlagen Nicolas Grimal und Walter Bryan Emery vor, Wadjenes mit dem Horusnamen Sechemib gleichzusetzen, da sie gleichzeitig den ramessidischen Nachfolger von Wadjenes, König Sened, mit Sechemibs zeitgenössischen Nachfolger Seth-Peribsen identifizieren. Dietrich Wildung und Wolfgang Helck schlagen eine genau entgegengesetzte Gleichsetzung vor: Sie betrachten den Namen „Wadjenes“ als eine Verlesung aus der hieratischen Schreibung für „Peribsen“.

### Allgemeine Literatur
- Darrell D. Baker: The Encyclopedia of the Egyptian Pharaohs. Band 1: Predynastic to the Twentieth Dynasty (3300–1069 BC). Bannerstone Press, London 2008, ISBN 978-0-9774094-4-0, S. 362–365.
- Jürgen von Beckerath: Handbuch der Ägyptischen Königsnamen (= Münchner ägyptologische Studien. Band 49). 2. verbesserte und erweiterte Auflage. von Zabern, Mainz 1999, ISBN 3-8053-2591-6, S. 44–45.
- Michael Rice: Who’s Who in Ancient Egypt. Routledge, London u. a. 2001, ISBN 0-415-15449-9, S. 72, 134, 172.
- Thomas Schneider: Lexikon der Pharaonen. Albatros, Düsseldorf 2002, ISBN 3-491-96053-3, S. 195.

### Spezialliteratur
- Laurel Bestock: The development of royal funerary cult at Abydos. Two funerary enclosures from the reign of Aha Harrassowitz (= Menes. Band 6). Harrassowitz, Wiesbaden 2009, ISBN 978-3-447-05838-4.
- Susanne Bickel: Die Verknüpfung von Weltbild und Staatsbild: Aspekte von Politik und Religion in Ägypten. In: Reinhard Gregor Kratz, Hermann Spieckermann (Hrsg.): Götterbilder, Gottesbilder, Weltbilder. Polytheismus und Monotheismus in der Welt der Antike. Band 1: Ägypten, Mesopotamien, Persien, Kleinasien, Syrien, Palästina. (= Forschungen zum Alten Testament. 2. Reihe, Band 17). Mohr Siebeck, Tübingen 2006, ISBN 3-16-148673-0, S. 79–99.
- I. E. S. Edwards (Hrsg.): Early history of the middle east (= The Cambridge ancient history. Band 1–2). 2 Bände = 3 Teile. 3rd edition. Cambridge University Press, Cambridge 1970, ISBN 0-521-07791-5.
- Walter B. Emery: Ägypten. Fourier, Wiesbaden 1964. (Ausgabe 1980, ISBN 3-921695-39-2).
- Nicolas Grimal: A History of Ancient Egypt. Wiley & Blackwell, Oxford (UK) 1994, ISBN 0-631-19396-0.
- Wolfgang Helck: Untersuchungen zur Thinitenzeit. (= Ägyptologische Abhandlungen. Band 45). Harrassowitz, Wiesbaden 1987, ISBN 3-447-02677-4.
- Wolfgang Helck: Untersuchungen zu Manetho und den ägyptischen Königslisten. (= Untersuchungen zur Geschichte und Altertumskunde Aegyptens. Band 18). Akademie Verlag, Berlin 1956.
- Erik Hornung: Der Eine und die Vielen. Ägyptische Gottesvorstellungen. 2. unveränderte Auflage. Wissenschaftliche Buchgesellschaft, Darmstadt 1973, ISBN 3-534-05051-7.
- Jochem Kahl: Inscriptional Evidence for the Relative Chronology of Dyn. 0–2. In: Erik Hornung, Rolf Krauss, David A. Warburton (Hrsg.): Ancient Egyptian Chronology (= Handbook of Oriental studies. Section One. The Near and Middle East. Band 83). Brill, Leiden / Boston 2006, ISBN 90-04-11385-1, S. 94–115 (Online).
- Jochem Kahl: „Ra is my Lord“. Searching for the rise of the Sun God at the dawn of Egyptian history. (= Menes. Band 1). Harrassowitz, Wiesbaden 2007, ISBN 978-3-447-05540-6.
- Peter Kaplony: Kleine Beiträge zu den Inschriften der ägyptischen Frühzeit. In: Wolfgang Helck: Lexikon der Ägyptologie. 3. Band, Harrassowitz, Wiesbaden 1986, ISBN 3-447-02662-6.
- Peter Kaplony: Die Inschriften der ägyptischen Frühzeit. Band 3 (= Ägyptologische Abhandlungen. Band 8, Nr. 3, ISSN 1614-6379). Harrassowitz, Wiesbaden 1963.
- Peter Kaplony: „Er ist ein Liebling der Frauen“ – Ein „neuer“ König und eine neue Theorie zu den Kronprinzen sowie zu den Staatsgöttinnen (Kronengöttinnen) der 1./2. Dynastie. In: Ägypten und Levante. Band 13, 2006, ISSN 1015-5104, S. 107–126, doi:10.1553/AEundL13.
- Ludwig David Morenz: Bild-Buchstaben und symbolische Zeichen: Die Herausbildung der Schrift der hohen Kultur Altägyptens. (= Orbis Biblicus et Orientalis. Band 205). Fribourg 2004, ISBN 3-7278-1486-1.
- P. E. Newberry: The Seth rebellion of the 2nd Dynasty. In: Ancient Egypt. Band 7, 1922, ZDB-ID 216160-6, S. 40–46.
- Jean-Pierre Pätznik: Siegelabrollungen und Rollsiegel der Stadt Elephantine im 3. Jahrtausend v. Chr. : Spurensicherung eines archäologischen Artefaktes. (= Breasted, Ancient Records. (BAR) International Series. Band 1339). Archaeopress, Oxford 2005, ISBN 1-84171-685-5 (Zugleich: Dissertation, Universität Heidelberg 1999).
- Dmitri B. Proussakov: Early dynastic Egypt: A socio-environmental/anthropological hypothesis of „Unification“. In: Leonid E. Grinin (Hrsg.): The early state, its alternatives and analogues. Uchitel Publishing House, Volgograd 2004, ISBN 5-7057-0547-6, S. 139–180.
- Gay Robins: The art of ancient Egypt. Harvard University Press, Cambridge MA 1997, ISBN 0-674-04660-9.
- Anna Maria Donadoni Roveri, Francesco Tiradritti (Hrsg.): Kemet. Alle Sorgenti Del Tempo. Electa, Milano 1998, ISBN 88-435-6042-5.
- Hermann A. Schlögl: Das Alte Ägypten. Geschichte und Kultur von der Frühzeit bis zu Kleopatra. Beck, München 2006, ISBN 3-406-54988-8.
- Christian E. Schulz: Schreibgeräte und Schreiber in der 0. Bis 3. Dynastie. Grin, München 2007, ISBN 978-3-638-63909-5.
- Stephan Seidlmayer: Historische und moderne Nilstände. Untersuchungen zu den Pegelablesungen des Nils von der Frühzeit bis in die Gegenwart. (= Achet – Schriften zur Ägyptologie. Band A, Nr. 1). Achet-Verlag, Berlin 2001, ISBN 3-9803730-8-8.
- Alan J. Spencer: Early Egypt. The rise of civilisation in the Nile Valley. British Museum Press, London 1993, ISBN 0-7141-0974-6.
- Herman te Velde: Seth, God of Confusion. A study of his role in Egyptian mythology and religion. (= Probleme der Ägyptologie. Band 6). Reprint with some corrections. Brill, Leiden 1977, ISBN 90-04-05402-2 (Zugleich: Dissertation, Universität Groningen, 1967).
- Dietrich Wildung: Die Rolle ägyptischer Könige im Bewußtsein ihrer Nachwelt. Teil 1: Posthume Quellen über die Könige der ersten vier Dynastien. (= Münchner ägyptologische Studien. Band 17, ZDB-ID 500317-9). B. Hessling, Berlin 1969 (Zugleich: Dissertation, Universität München, 1967).
- Toby A. H. Wilkinson: Early Dynastic Egypt. Strategies, Society and Security. Routledge, London u. a. 1999, ISBN 0-415-18633-1.
- Toby A. H. Wilkinson: The Rise and Fall of Ancient Egypt. The history of a civilisation from 3000 BC to Cleopatra. Bloomsbury, London u. a. 2011, ISBN 978-1-4088-1002-6.